# Florian Molzahn
Florian Molzahn (* 6. März 1984 in Solingen) ist ein deutsches Model, Unternehmer sowie Botschafter seiner Heimatstadt Solingen.

## Leben und Ausbildung
Florian Molzahn wurde im Jahr 1984 in Solingen geboren. Er machte seinen Realschulabschluss an der Theodor-Heuss-Realschule und begann eine Ausbildung zum Elektroinstallateur. Im Anschluss absolvierte er seinen Zivildienst. Nach zwei Jahren Berufstätigkeit durchlief er eine weitere Ausbildung zum Sport- und Fitnesskaufmann. Danach war er in der Veranstaltungsbranche tätig, wo er zehn Jahre als Eventmanager arbeitete. 2015 machte er sich als Personal Trainer und Model selbstständig, wobei er bereits seit 2011 als Model arbeitete.

## Beruf
2015 gründete Molzahn Focus Motivation und 2017, gemeinsam mit einem Kollegen, eine auf den Vertrieb von Sportequipment spezialisierte Firma. 2015 machte er das Modeln zu seinem Hauptberuf.
Im Jahr 2016 gewann der den Schönheitswettbewerb Mister Germany. In diesem Rahmen setzte er sich für den Verein Fontanherzen ein, für die er seit 2014 als Botschafter agiert.
Am 30. Juni 2016 wurde er zum GQ Gentleman des Jahres 2017 gewählt.

## Ehrenamt
Seit 2014 engagiert sich Florian Molzahn für den Verein Fontanherzen. Diese sind ein eingetragener Verein, welcher sich für Kinder und Betroffene mit nur einer Herzkammer einsetzt.

## Auszeichnungen
- 2016: Mister Germany[4]
- 2017: GQ Gentleman des Jahres[5]
- 2017: Botschafter seiner Heimatstadt Solingen[6]